# Fantazja (psychologia)
Fantazmat, fantazja (stgr. φαντασία phántasia  – „uczynić widocznym”) – wyobrażony scenariusz, w którym w sposób jawny lub ukryty osoba spełnia swoje życzenia. W najwęższym znaczeniu tego terminu, pod pojęciem fantazji rozumieć można marzenie dzienne, w którym prezentuje sobie pożądany lub niepożądany przebieg pewnych przyszłych lub przeszłych wydarzeń.
Zgodnie z wykładnią psychoanalizy, na zniekształcenie fantazmatycznego wyobrażenia wpływ mogą mieć mechanizmy obronne podmiotu, co stawia fantazmat na granicy świadomego i nieświadomego. W specjalistycznej literaturze rozróżnia się fantazję i fantazmat, określając fantazmat jako nieświadomą fantazję.

## W humanistyce
Pojęcie fantazmatu w XX w. podlegało teoretycznej dyskusji na polu wielu dyscyplin, głównie humanistycznych. 
Maria Janion, rozpowszechniając pojęcie fantazmatu w polskiej humanistyce w latach 90., użyła szerokiej definicji fantazmatu jako „wytworu wyobraźni”, sprowadzając również fantazję i fantazmat do tego samego pojęcia. Swoboda tej definicji pozwala na określanie zarówno indywidualnych, jak i zbiorowych fantazmatów, wbrew oryginalnej koncepcji Zygmunta Freuda. Fantazmaty społeczne są bywają przedmiotem badań literaturoznawców.
Blisko związany z myślą psychoanalityczną Gilles Deleuze twierdził, że fantazmat nie reprezentuje ani działania, ani doznania, ale dopiero „wynik działania i doznania”. Według Deleuza, psychoanalizę można określić jako teorię fantazmatów, które dla tej nauki mają fundamentalne znaczenie. 
Michel Foucault określa fantazmat jako rodzaj obrony przed normalizującymi praktykami kulturowymi oraz przed ujarzmiającymi procesami społecznymi. Jest więc sposobem na obronę przed normatywną opresją.